# Orontes Sakavakjats
Orontes Sakavakjats (Armeens: Երվանդ Սակավակյաց Ervand Sakavakyac’) was de eerste Orontidische koning van Armenië, die heerste tussen 570 en 560 v. Chr. De hoofdstad van het Armeense koninkrijk onder Orontes was Van.

## Leven
Orontes wordt Sakavakjats of de "kort levende" genoemd, niet omwille van zijn korte levensloop, maar omdat zijn regering relatief kort duurde en omdat hij voortijdig aftrad ten voordele van zijn zoon Tigranes. Hij was een rijk vorst, die over 40.000 voetsoldaten en 8.000 ruiters beschikte en zo'n 3.000 talenten zilver bezat, met een totaal gewicht van 122.400 kg. Zijn invloed blijkt uit het feit dat hij zijn dochter Tigranoehi uithuwelijkte aan de Medische koning Hratsjja.
Deze levensbeschrijving is waarschijnlijk een product van verwarring met latere Armeense koningen. De latere koning Orontes I bezat minstens 3.000 talenten zilver en de latere Orontes II, die de rechtervleugel van het leger van koning Darius III leidde in de Slag bij Gaugamela (331 v. Chr.), had 40.000 voetsoldaten en 7.000 ruiters onder zijn bevel. De vader van Orontes I heette Artasyrus of Artachsjatra, en Hratsjja is de lokale Armeense versie van deze naam.

## Legende
Volgens de legende bewaarde Orontes slechts de helft van zijn 3.000 talenten zilver in zijn schatkist. De rest was verborgen op de bodem van het Vanmeer. Een tunnel zou vanuit zijn kasteel naar de bodem van het meer geleid hebben, maar deze werd later geblokkeerd om de schat te bewaren voor latere generaties. Het zilver zou nog steeds onaangeroerd verborgen liggen.